# Jan Storm
Jan (Jean) Storm, artistnamn för John Axel Richard Bernström, född 1 mars 1903 i Stockholm, död 20 januari 1989 i Stockholm, var en svensk skådespelare. Han hade under stumfilmseran filmroller i USA, Tyskland och Frankrike.

## Filmografi
- 1926 – Diable au cœur (som sjöman)
- 1926 – Faust
- 1927 – Yvette
- 1928 – La pétite Lili (som katolsk präst)
- 1928 – L'argent (som engelsk journalist)
- 1928 – Tire-au-flanc (som löjtnant Daumel)
- 1928 – La petite marchande d'allumettes (som Axel Ott)